# Les Planes (Castissent)
Les Planes són unes planes de muntanya del terme municipal de Tremp, dins de l'antic terme de Fígols de Tremp, al Pallars Jussà.
Estan situades al sud-est del poble de Castissent, a l'extrem sud-oest del terme municipal. Són a la dreta del barranc Gros, enlairades a l'extrem meridional de l'altiplà que acull la població disseminada de Castissent. Els masos més a prop són lo Serrà, al nord-est, i el Mas de Carlets, al nord-oest. Té a prop, també, el Pas del Llop.